# Minca Bosch Reitz

Stenenkruister (1898)

Wilhelmina Maria (Minca) Bosch Reitz (Amsterdam, 8 oktober 1870 – Heemstede, 27 januari 1950) was een Nederlands beeldhouwer en schrijver.

## Leven en werk
Minca Bosch Reitz was een natuurlijke, erkende dochter van mr. Charles Bosch Reitz (1829-1879), lid van de Provinciale Staten van Noord-Holland en directeur van de gasfabriek in Den Helder, en Sara Maria de Balbiaan (1839-1920). Haar ouders waren niet gehuwd, ze groeide op bij haar moeder in Amsterdam. Die trouwde in 1881 met haar zwager Dirk Anthonij Bosch Reitz (1820-1899). Minca kreeg beeldhouwlessen van Georgine Schwartze en Bart van Hove. Ze maakte vooral kleinplastieken en reliëfs. In 1897 ontving ze de Willink van Collenprijs. Ze had een atelier aan de Amsteldijk, waar voor haar G.W. Dijsselhof en Maurits van der Valk hadden gewerkt.

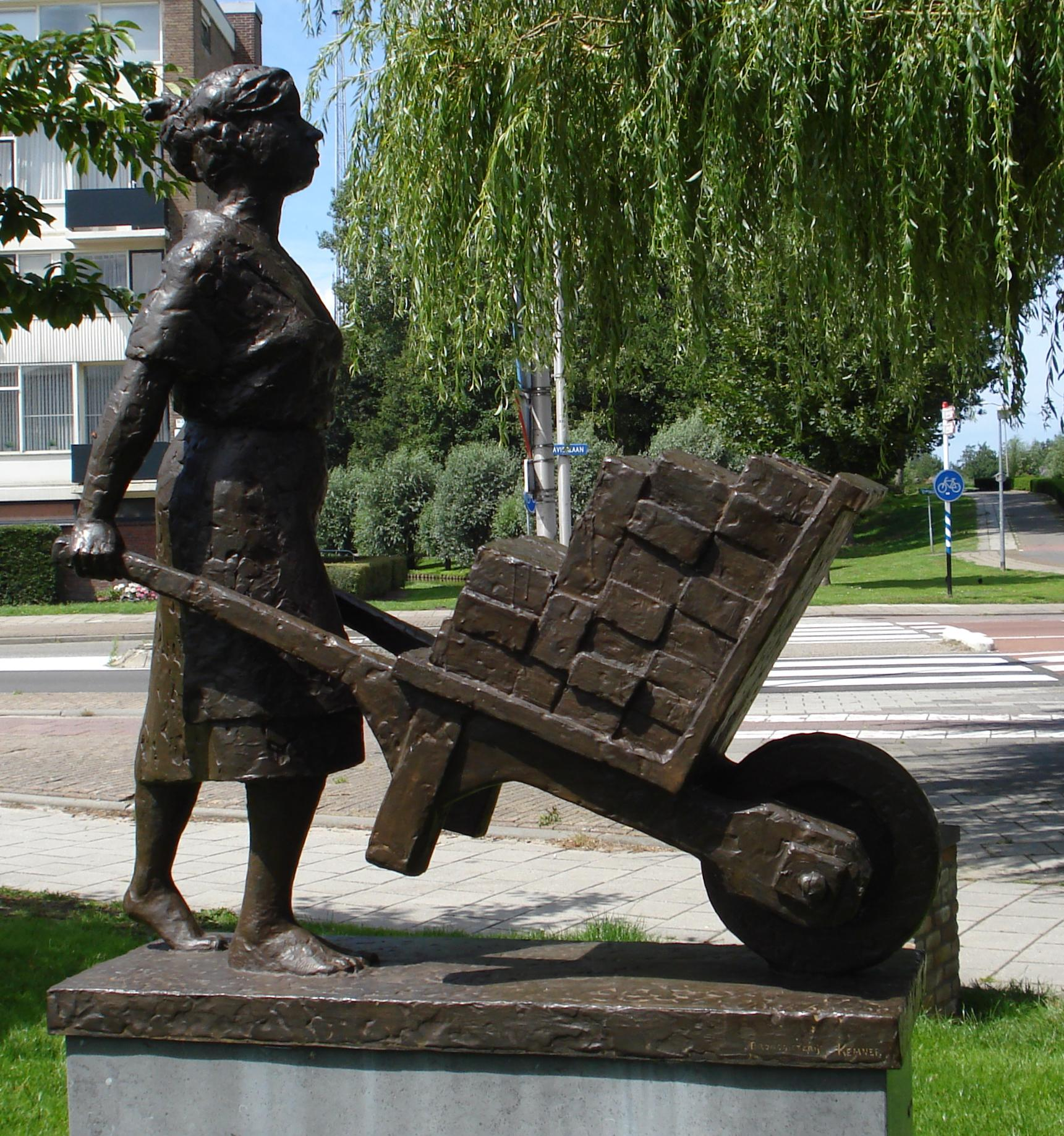
De stenenkruister (2009)

In 1898 maakte ze een levensgroot beeld van een stenenkruister voor de Nationale Tentoonstelling van Vrouwenarbeid 1898. Ze was voor inspiratie langsgegaan bij een steenfabriek in Nieuwerkerk aan de IJssel. Zij omschreef het als volgt: "Mijn schets is een stukje realiteit, maar realiteit zoals ik die op de steenfabrieken heb gezien. De fabrieksvrouw bestaat daar niet als eene zwoegende tobster; zij is daar een stevig, forsch gespierde vrouw die met een zeker soort van zelfbewuste kracht haar zware arbeid verricht". Het originele beeld is verloren gegaan. In 2009 werd in Nieuwerkerk een replica van het beeld geplaatst, gemaakt door Loek Bos.
Bosch Reitz was lid van Arti et Amicitiae en kunstenaarsvereniging Sint Lucas. Ze deed mee aan de tentoonstellingen van Levende Meesters en internationale tentoonstellingen en ontving onder meer gouden medailles in Utrecht (1893), Wenen (1894), Berlijn (1896) en München (1901), de grand prix (erediploma) op de Exposition Universelle, de wereldtentoonstelling in Parijs (1900) en een zilveren medaille in Arnhem (1901). In 1900 werd ze benoemd tot ridder in de Orde van Oranje-Nassau.
In 1902 trouwde Bosch Reitz met de heraldicus Cornelis Willem Hendrik (Cees) Verster (1862-1920), jongere broer van de schilder Floris Verster. Cees Verster beschreef twee jaar voor hun huwelijk in het Elsevier's Geïllustreerd Maandschrift hoe hij op een tentoonstelling in Arnhem (1893) met het werk van Bosch Reitz in aanraking was gekomen. Hij was destijds onbezoldigd conservator van Museum De Lakenhal en had graag een tentoonstelling met haar werk ingericht. Het echtpaar woonde in Hilversum (tot 1909), Driebergen (tot 1919) en Beverwijk.
Uit een onderzoek van Tjipke Visser in 1920 bleek dat het overgrote deel van de academisch gevormde beeldhouwers sinds 1880 een ander beroep had gekozen om in hun onderhoud te voorzien. Mogelijk speelde dat ook mee bij Bosch Reitz, die zich na haar huwelijk ging richten op het schrijven. Ze publiceerde romans en feuilletons voor tijdschriften als Astra en Nova.
Minca Verster-Bosch Reitz overleed in 1950, op 79-jarige leeftijd, en werd begraven op Zorgvlied.

## Werken (selectie)

### Beeldhouwwerken
- 1892 - P'tite Niaise, buste, collectie Künstler-Genossenschaft, Wenen
- 1893 - Innocentia, bas-reliëf , tentoongesteld in Arnhem (1893), Antwerpen (1894) en Berlijn (1895)
- 1894 - God's wrake of Godes wraak, collectie Rijksmuseum Amsterdam
- 1898 - de Steenenkruister, in opdracht van de commissie van de Nat. Tentoonstelling van Vrouwenarbeid
- 1902 - Femme languissante, bas-reliëf, tentoongesteld in Scheveningen

### Publicaties
- 1912 - De dames Cnussewinckel. Amsterdam: Van Holkema en Warendorf.
- 1913 - 'n Schat van 'n vrouw. Amsterdam: Van Holkema en Warendorf. Eerder gepubliceerd als feuilleton in De Telegraaf.
- 1917 - Olga Warnate's schoentjes van slangenhuid. Amsterdam: Van Holkema en Warendorf.
- 1918 - Als een vlieg om de kaars. Amsterdam: Van Holkema en Warendorf. Eerder gepubliceerd als feuilleton in De Telegraaf.
- 1928 - Gij die mijn schreden leidt. Amsterdam: Van Holkema en Warendorf.
- 1929 - "De vreemde klaarheid", in 'De Nieuwe Gids, jaargang 44 (1929), p. 290-303.

- Biografisch Portaal: 42870455
- Digitale Bibliotheek voor de Nederlandse Letteren: bosc050
- Nederlandse Thesaurus van Auteursnamen: 070403252
- RKD-Nederlands Instituut voor Kunstgeschiedenis: 11048
- Virtual International Authority File: 290395013
- WorldCat: E39PBJy4bXgG9rVMCcB4c4Y773